# Nissan Cedric
Nissan Cedric (яп. 日 産 · セ ド リ ッ ク, Ніссан Седрік) - автомобіль бізнес-класу, який виготовлявся компанією Nissan з 1960 по 2004 роки. Седрік розроблявся для комфортних поїздок, конкуруючи з Prince Skyline і Gloria, які згодом були об'єднані в одну марку. Через кілька років Nissan Skyline став позиціонуватися як спортивний седан/купе, в той час як Nissan Gloria стала спортивним варіантом Седріка (з однаковим стилем, але відмінними ґратами радіатора, а також передніми і задніми фарами).
В Японії серія Седрік/Глорія ніжно називалася Cedglo, і виготовлялася аж до жовтня 2004 року, після чого була замінена на Nissan Fuga. Назва Cedric використовується донині для машин з кузовом Y31 (починаючи з 2005 року). Автомобіль традиційно використовувався як таксі, конкуруючи з Toyota Comfort, яка досі випускається. Протягом багатьох поколінь основним конкурентом Седріка вважається Toyota Crown. Фігурка на радіаторі була натхненна візерунком з ромбів, використовуваним Лінкольном, але була змінена.

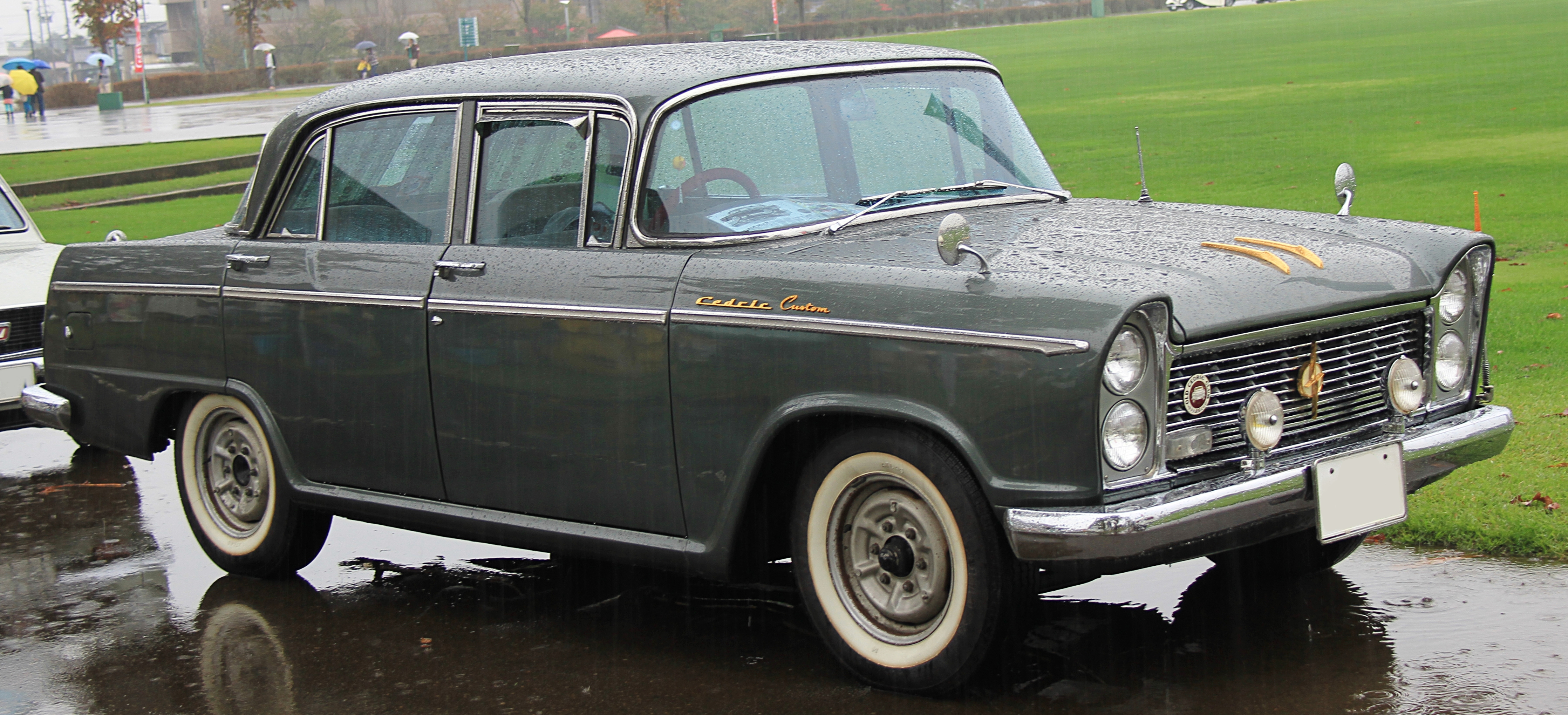
Nissan Cedric І (1960–1965)
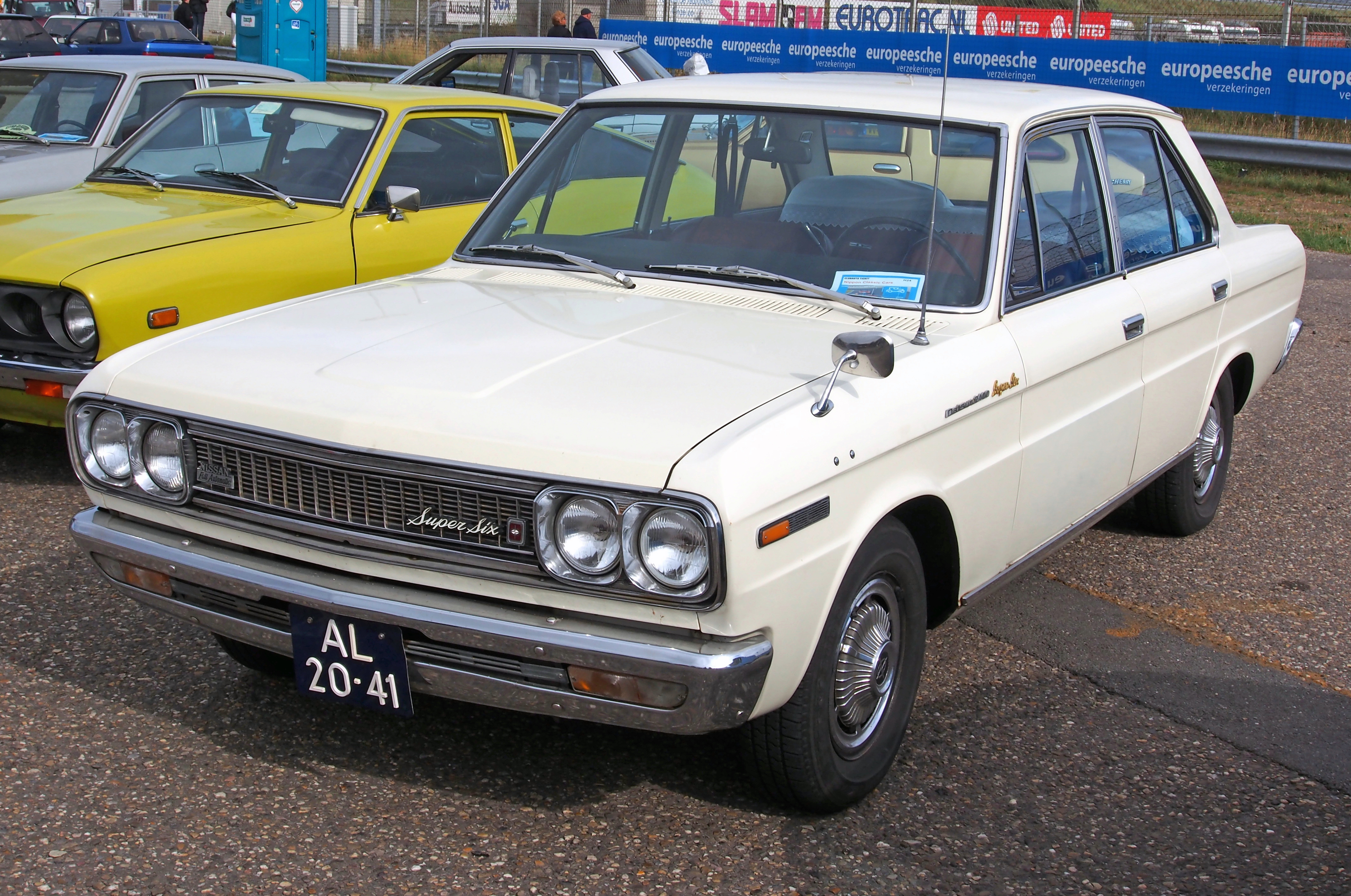
Nissan Cedric ІІ (1965–1971)
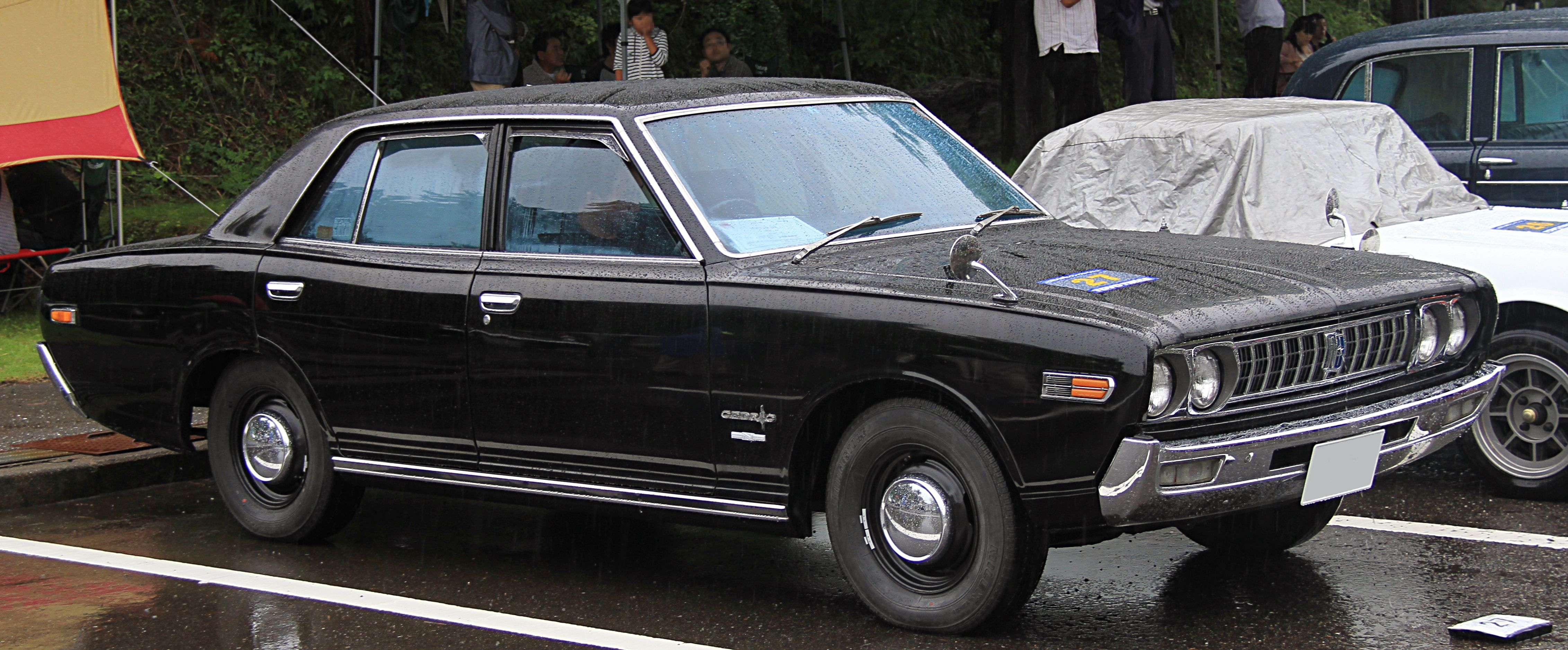
Nissan Cedric ІІІ (1971–1975)
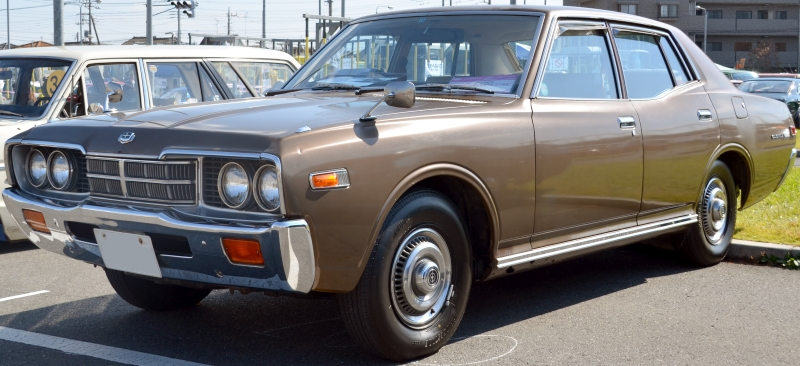
Nissan Cedric IV (1975–1979)
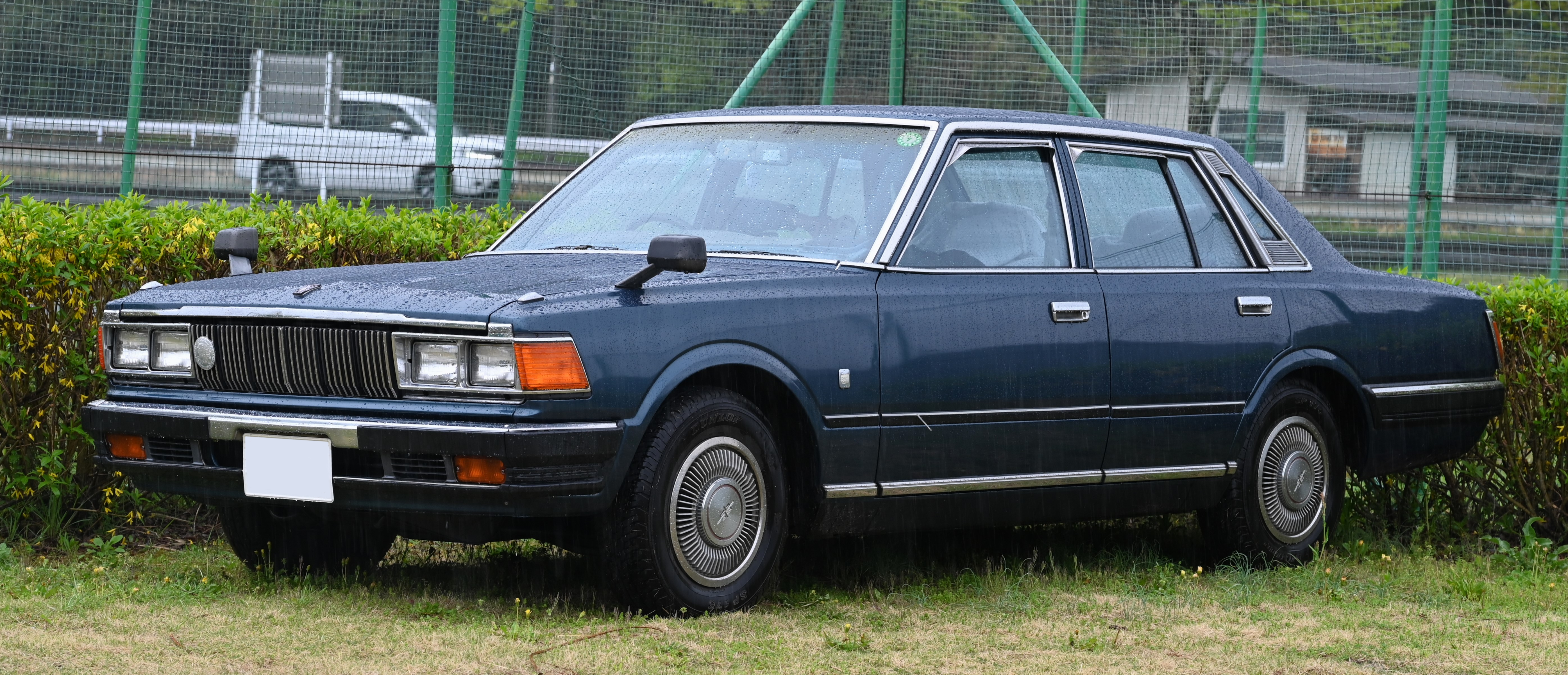
Nissan Cedric V (1979–1983)
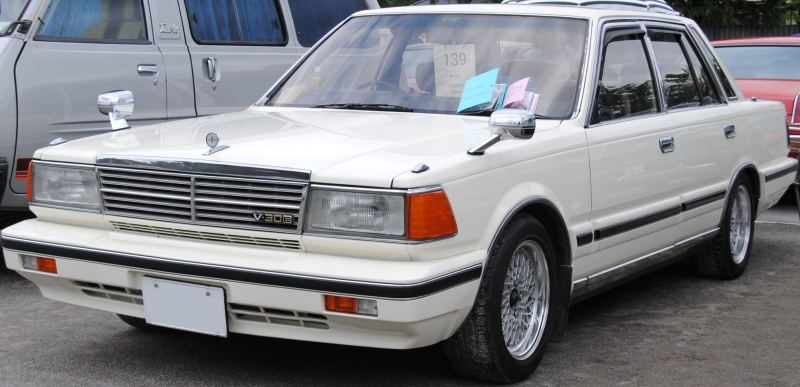
Nissan Cedric VI (1983–1987)
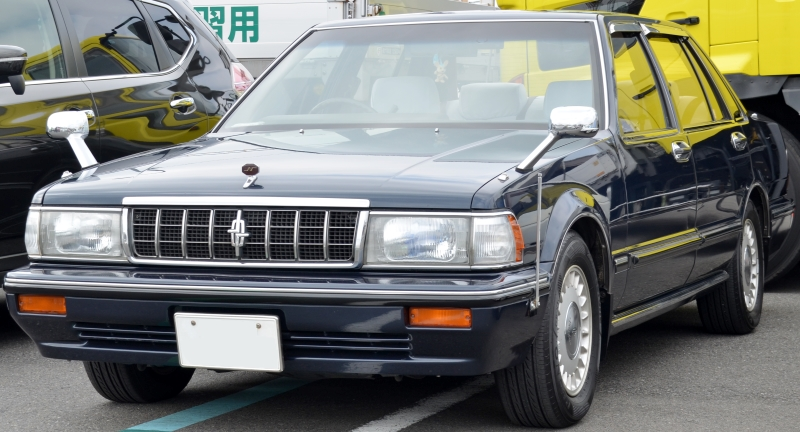
Nissan Cedric VII (1987–1991)
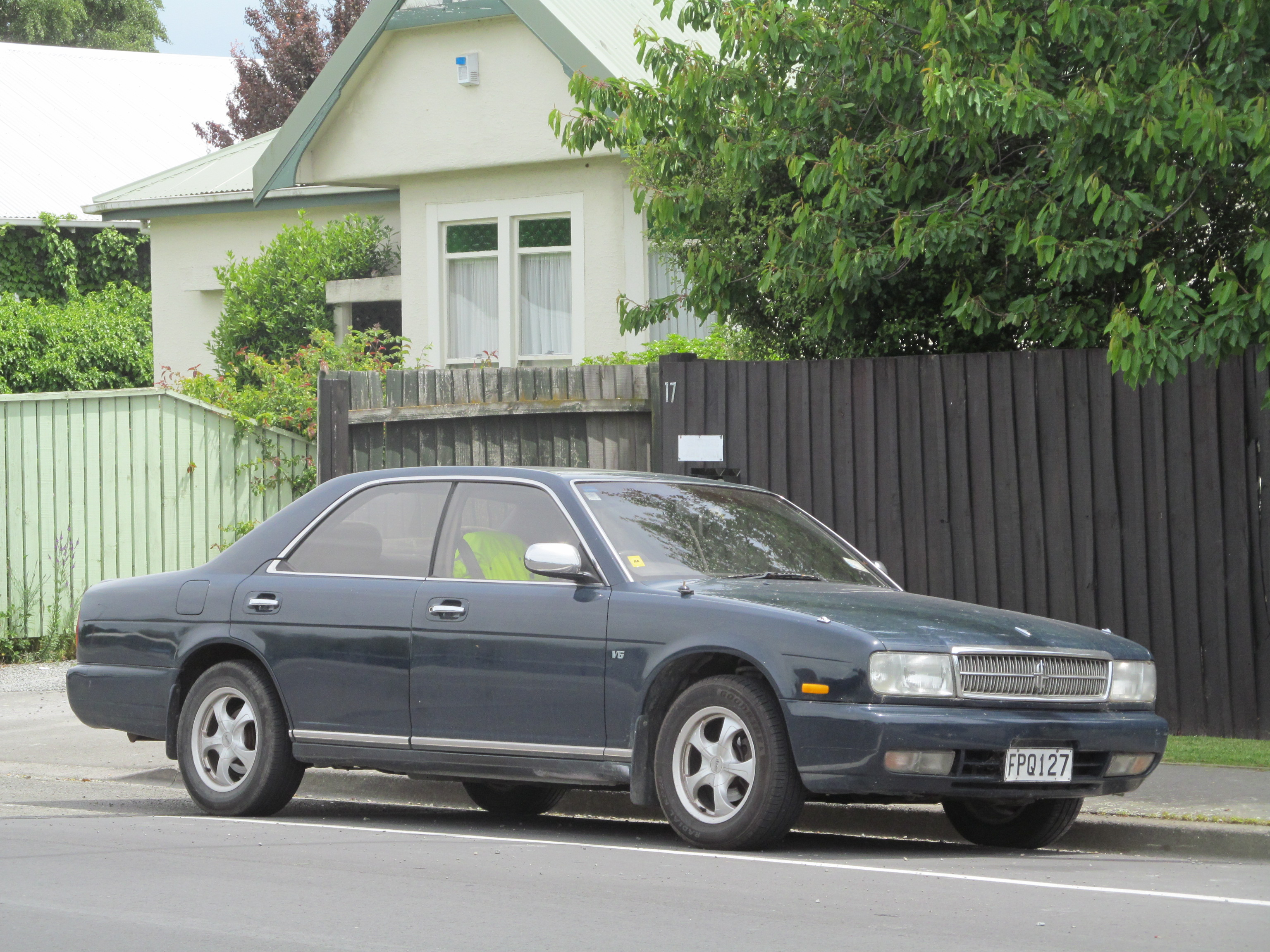
Nissan Cedric VIII (1991-1995)
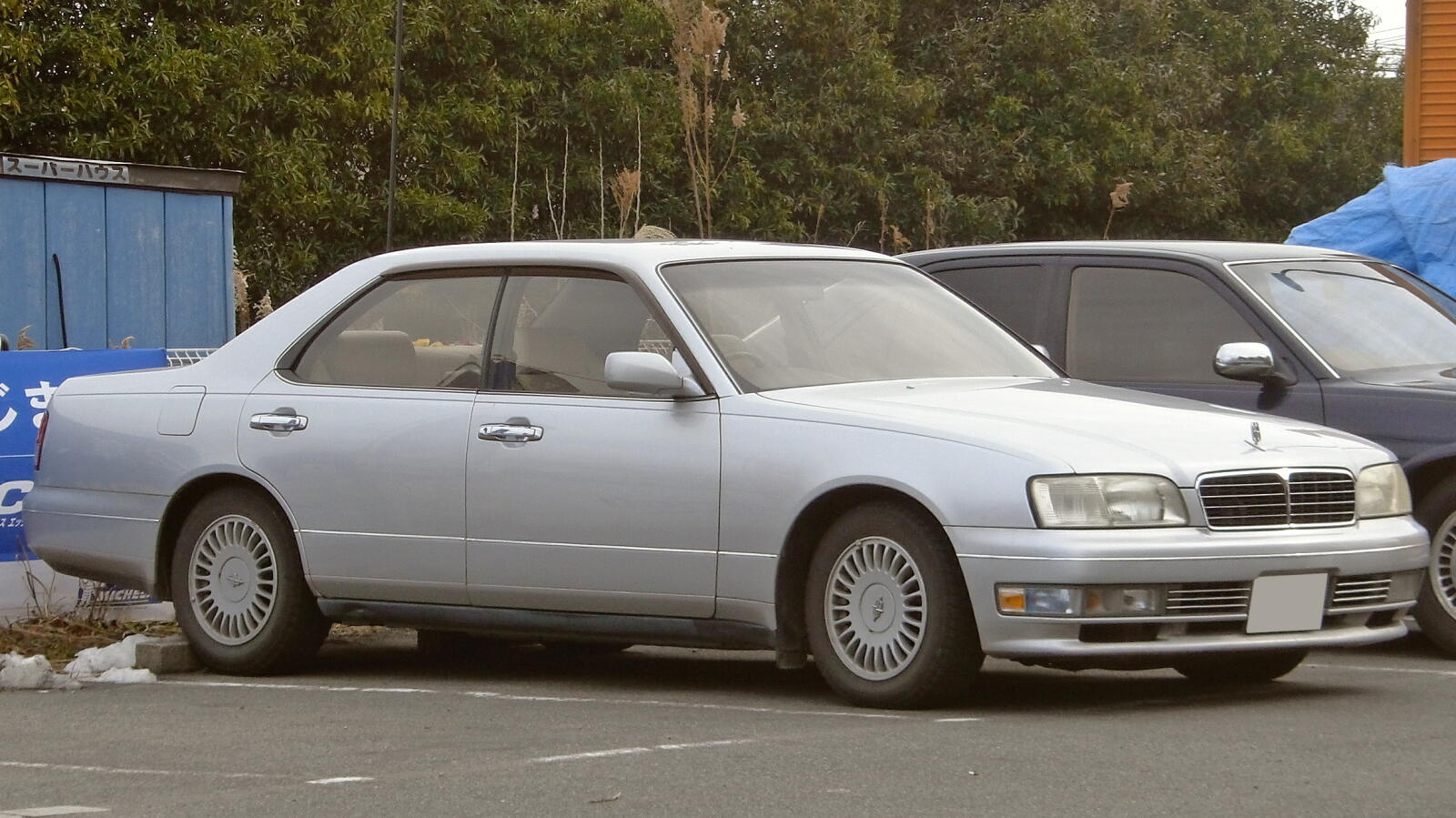
Nissan Cedric IX (1995-1999)
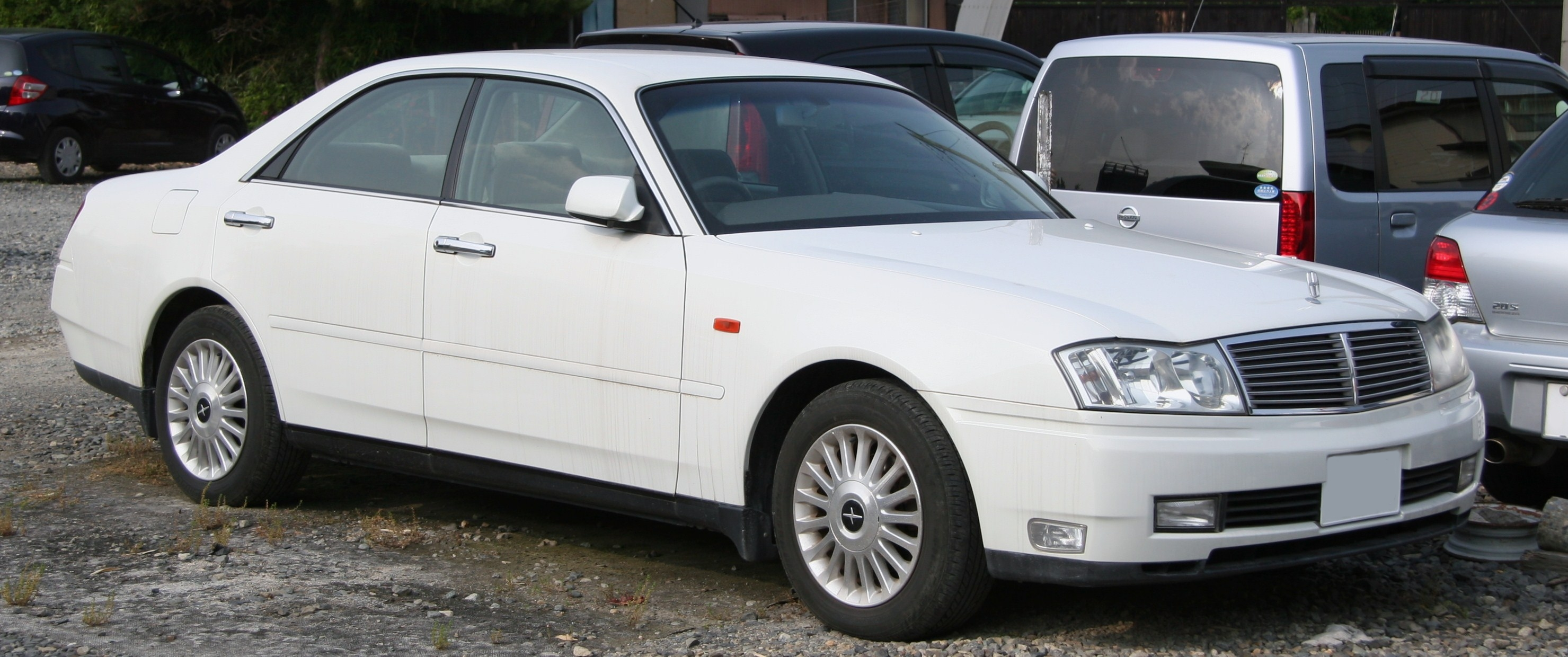
Nissan Cedric X (1999-2004)

## Восьме покоління

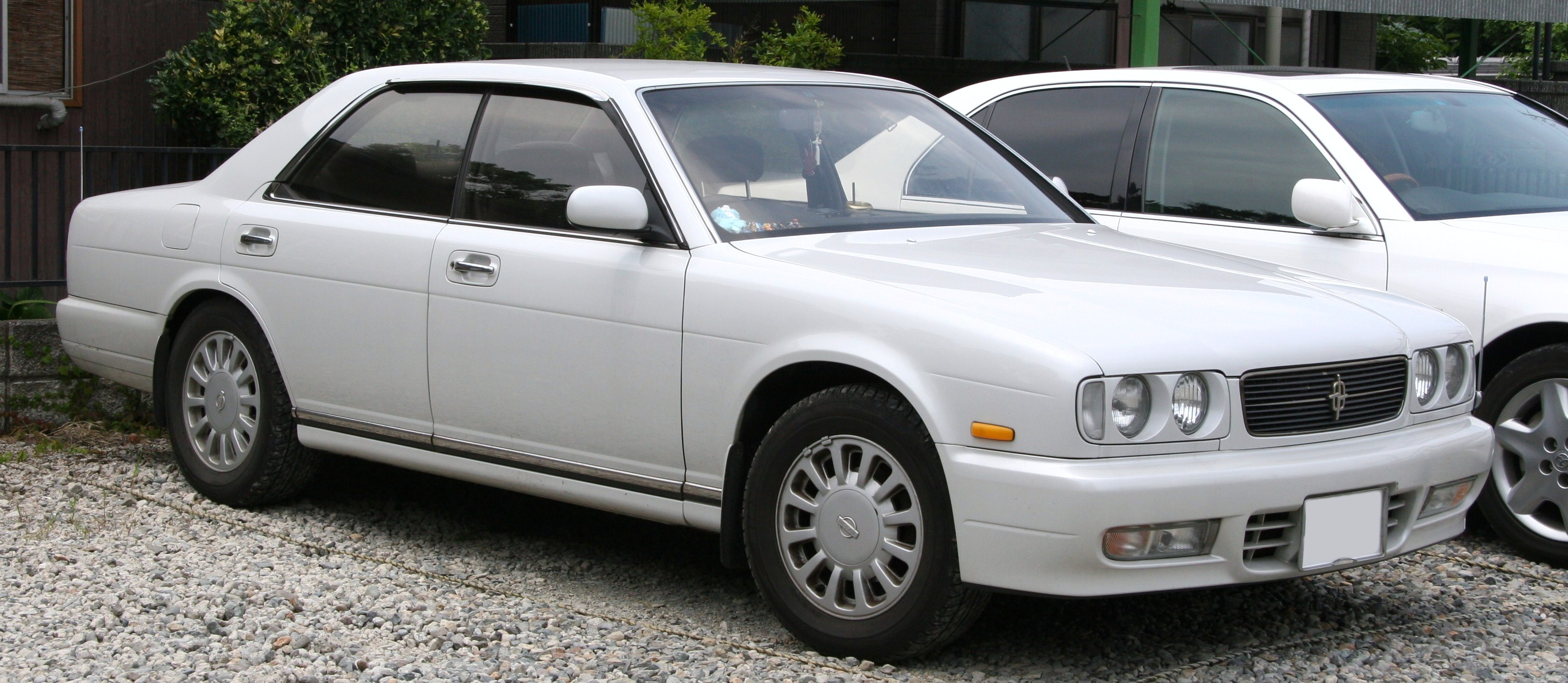
Nissan Cedric Y32 GranTurismo

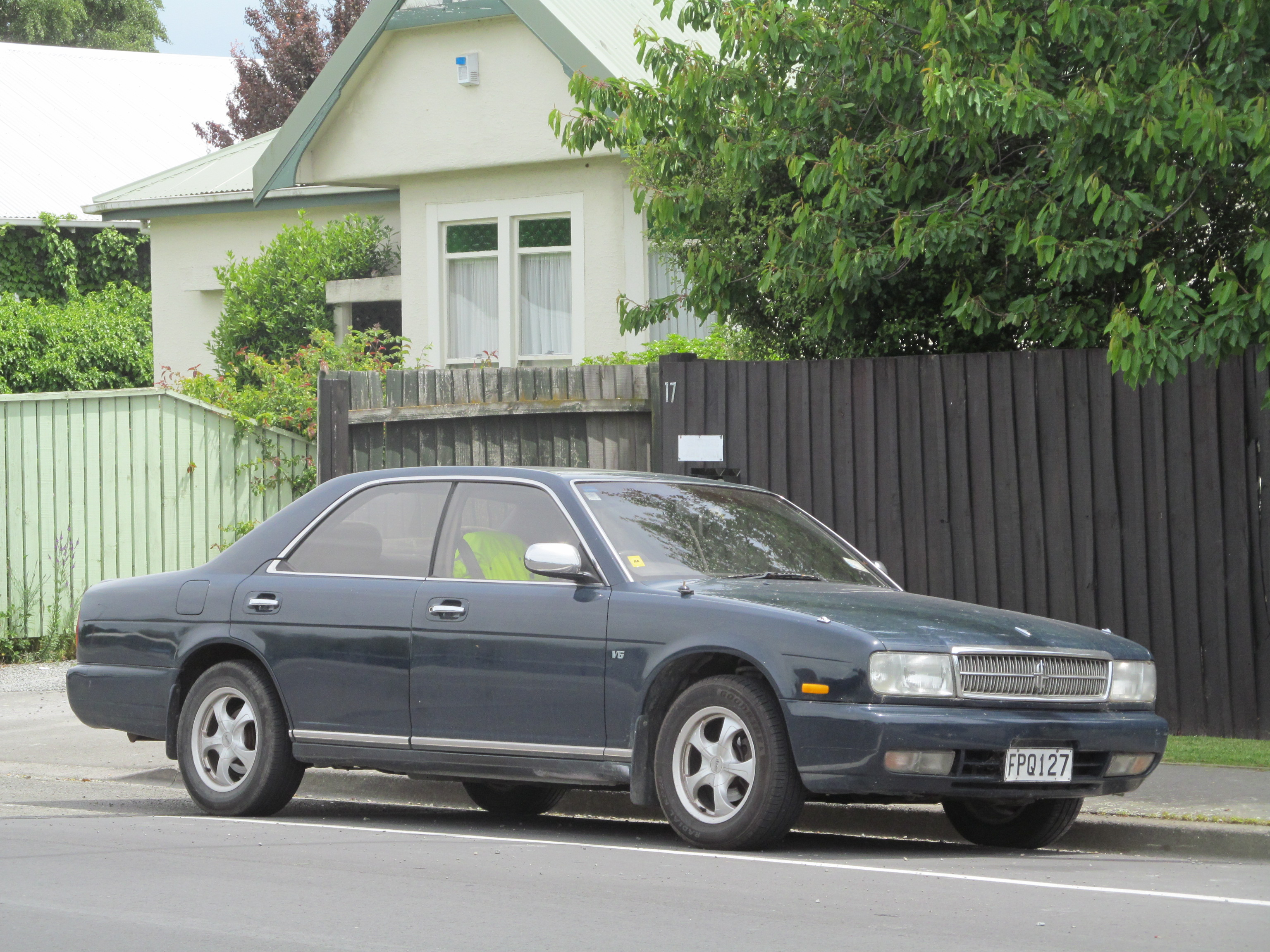
Nissan Cedric Y32 (1991–1995)

Серія Y32 виготовлялась з 1991 по 1994 роки. У цьому поколінні був доступний тільки чотирьох-дверний кузов хардтоп для приватних покупців. Седан попереднього покоління продовжував випускатися разом з Y32, і призначався для роботи в таксі. Седрік на ринку була цілком придатна для зрілого покоління, на відміну від Nissan Gloria, орієнтовану на молодих покупців. Ця модель має багато спільних деталей з Cedric Cima, яка показала успішні продажі.
Завдяки використанню багатоважільної підвіски автомобіль має плавний хід, що відповідає автомобілям вищого класу. Дотримуючись стандартам того часу, які вимагали підвищення класу автомобіля, кузов став відповідати 3-му розміру, а моделі модифікації Gran Tourismo, що завоювали величезну популярність, придбали нову передню оптику, а саме чотири круглі фари.
Двигуни були SOHC і DOHC, серії VG конфігурації V6: турбовий об'ємом 3 л DOHC потужністю 255 к.с., 3-літровий DOHC потужністю 200 к.с., 3-літровий SOHC потужністю 160 к.с. і 2-літровий SOHC потужністю 125 к.с., і дизельні об'ємом 2,8 літра теж. Чотирьох-циліндровий двигун так і не з'явився на Y32. Залишилися тільки автоматичні коробки перемикання передач. У салоні кнопки склопідйомників висвітлювалися в нічний час, гальмо стоянки був переміщений на педаль поруч з педаллю гальма. Внутрішнє освітлення спрацьовує при відкриванні будь-яких дверей, в комплектацію входять також короткохвильовий радіо-тюнер і стерео-система.
У вересні 1994 року і в січні наступного року, з'явилися версії Granturismo і Brougham з меншими, двох-літровими, але шести-циліндровими двигунами. Виробництво закінчилося в серпні 1995 року після появи в червні наступного Y33 Cedric. Седан Y31 залишався у виробництві для роботи в таксі.
На цих моделях вперше стали використовуватися останні досягнення японської науки і техніки. Наприклад, система отримання, визначення та коригування місцеположення автомобіля, кажучи іншими словами, автонавігація (VICS, GPS).

### Двигуни
- 2.0 L VG20E V6
- 3.0 L VG30E V6
- 3.0 L VG30DE V6
- 3.0 L VG30DET V6 turbo
- 2.8 L RD28 I6 diesel

## Дев'яте покоління Y33 (1995–1999)

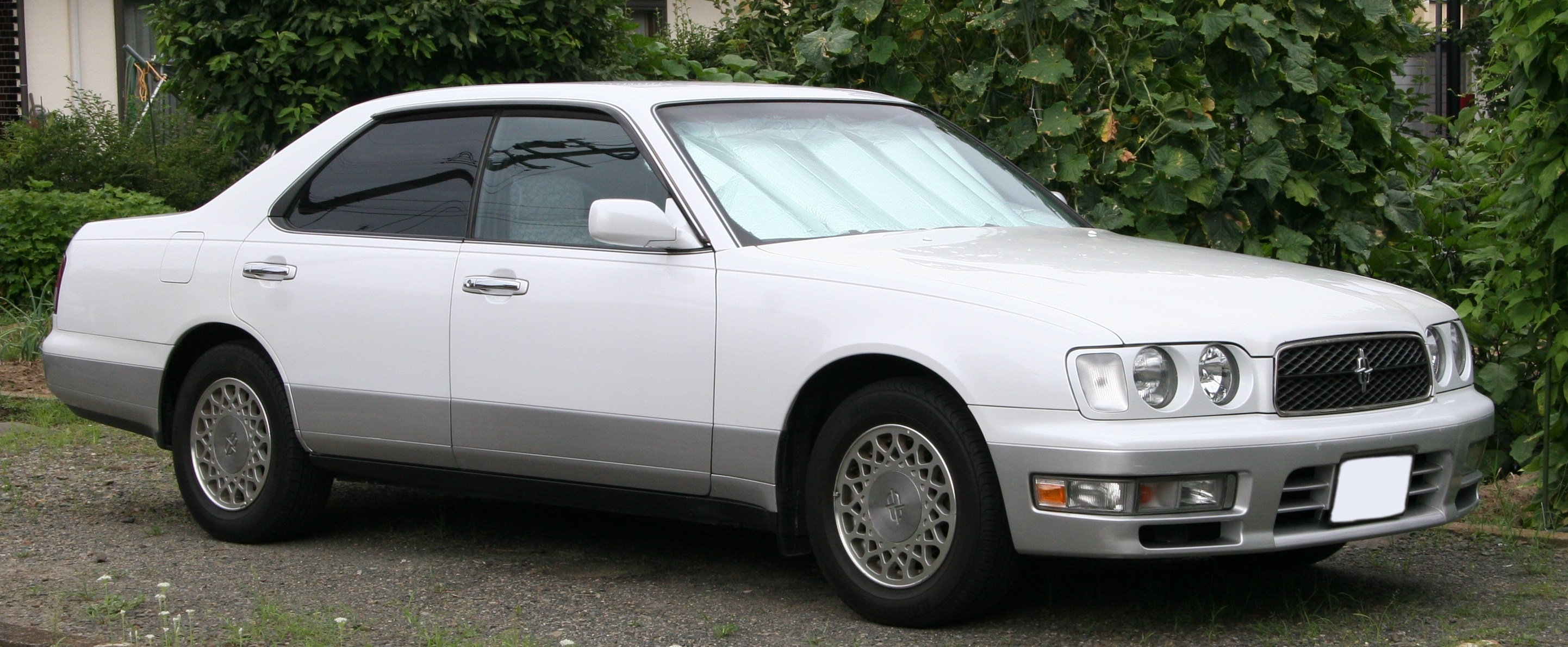
Nissan Cedric GranTurismo Ultima

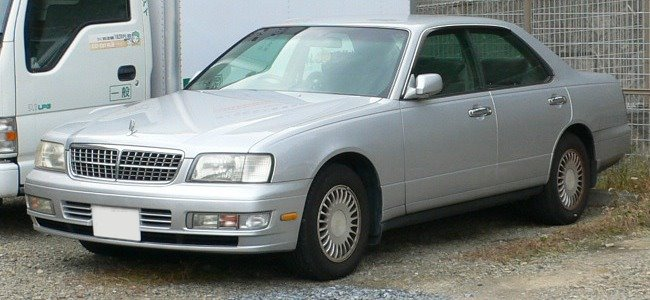
Nissan Cedric Y33

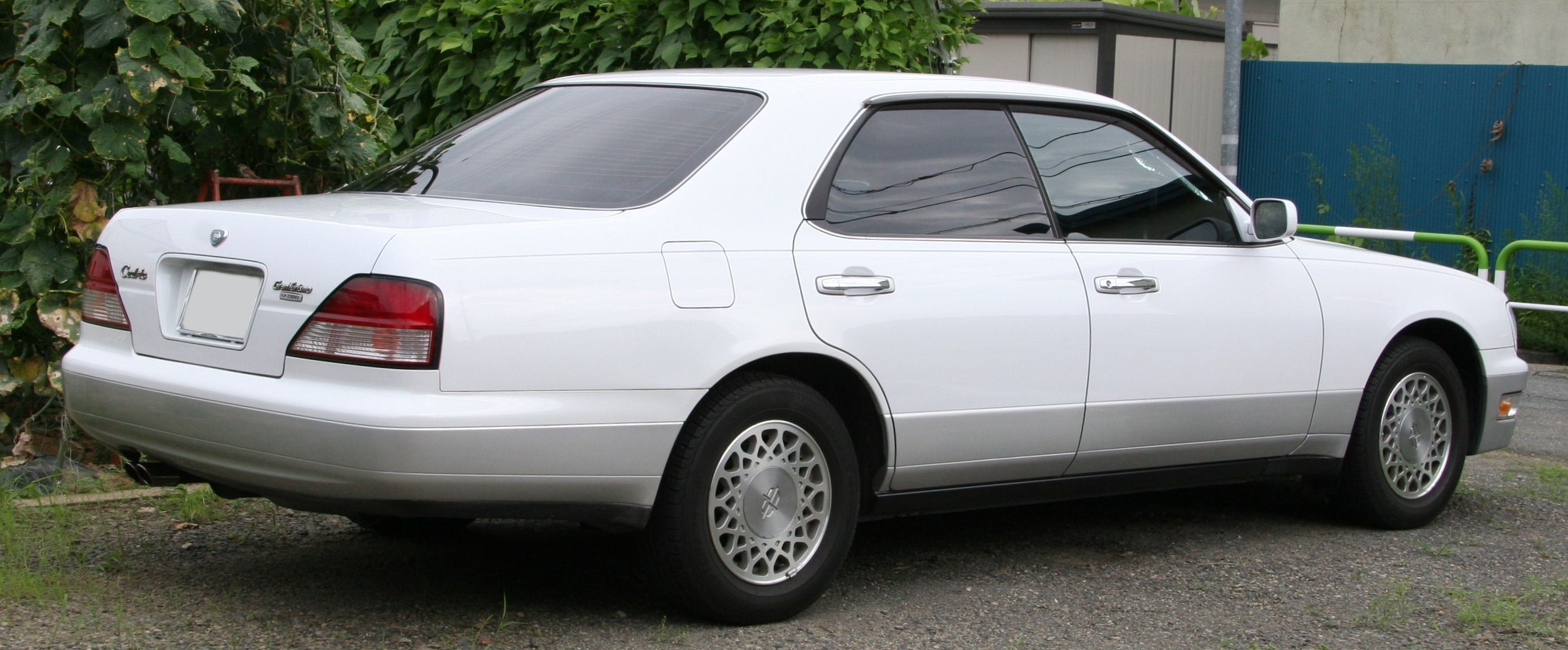
Nissan Cedric GranTurismo Ultima

Седрік в кузові Y33 випускався з червня 1995 по червень 1999 року. Головна відмінна риса Cedric і Gloria в кузовах серії Y33 полягає в оснащенні цих автомобілів двигунами нового покоління і значне поліпшення їх ходових характеристик. Нові двигуни V6 серії VQ, прийшли на заміну двигунам серії VG, є легкими і, крім того, компактними. Одним з основних переваг нових двигунів стали алюмінієві блок і головка блоку, що сприяла зменшенню маси двигуна. Cedric і Gloria оснащуються 3-літровими турбованими двигунами DOHC потужністю 270 к.с. і 3-літровими двигунами DOHC потужністю 220 к.с. Крім того, ще є дешевші двигуни серії VG обсягом 3,0 л і потужністю 160 к.с. (SOHC) і вдосконалені рядні дизельні 6-циліндрові двигуни об'ємом 2,8 л. На цих машинах використовують підвіску колишнього покоління: передня зі стійками і задня багатоважільна, однак на спортивних модифікаціях встановлюється активна пневматична підвіска, керована електронікою, і «думаючий» диференціал підвищеного тертя (LSD+TCS). Особливу стійкість автомобіль показує на високошвидкісних дорогах, і в поєднанні з ергономічними сидіннями він отримав високу оцінку як висококласний представник класу Gran Tourismo. Кузов модифікації Gran Tourismo відрізняється від інших круглими фарами і Безрамковими дверима. У 1997 році в зовнішності Cedric відбулися деякі зміни, зокрема, передня оптика моделей модифікації Gran Tourismo стала більшою.
Це покоління Седріка також випускалося з лівим кермом для експорту в країни Близького Сходу. Експортні версії отримали двигун VG30E, потужністю від 130 до 143 к.с. (96-105 кВт) в залежності від октанового числа.

### Двигуни
- 2.0 L VQ20DE V6
- 2.5 L VQ25DE V6
- 3.0 L VG30E V6
- 3.0 L VQ30DE V6
- 3.0 L VQ30DET V6 turbo
- 2.8 L RD28 I6 diesel

## Десяте покоління Y34 (1999–2004)

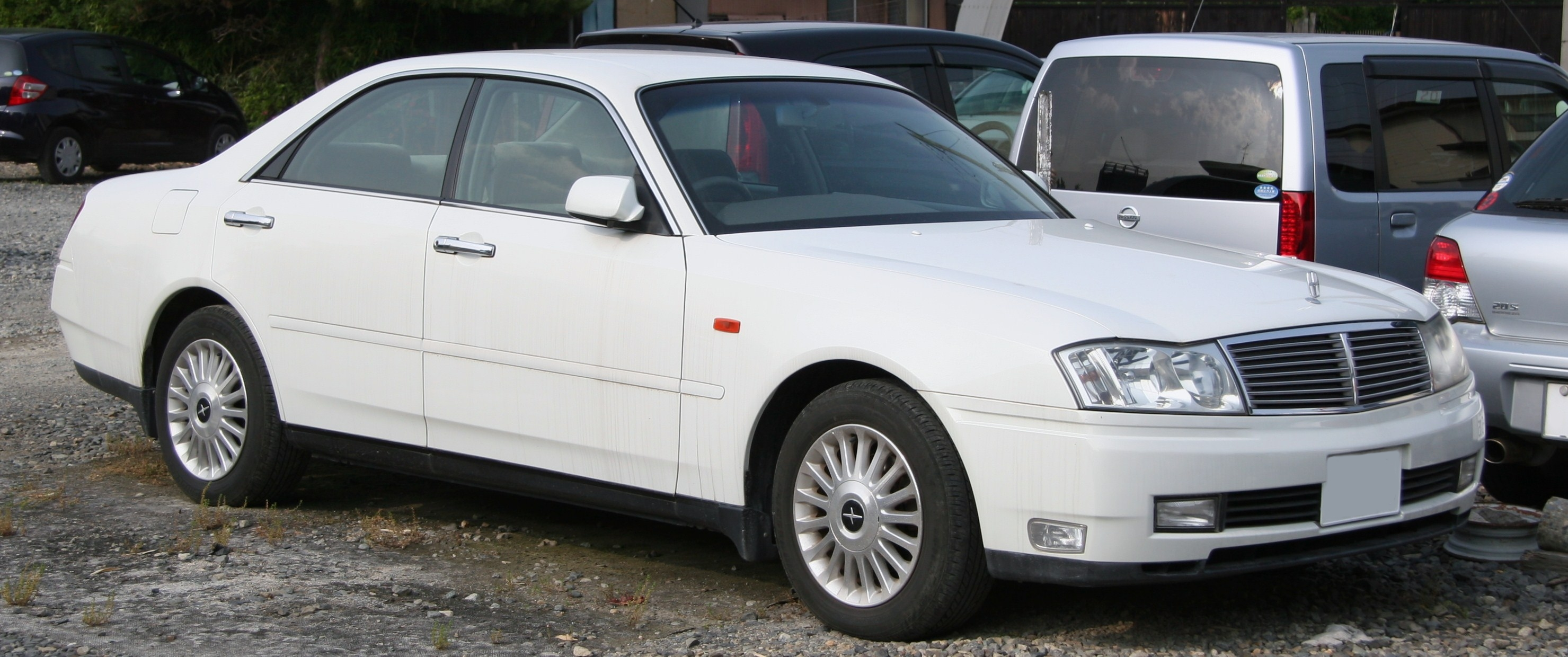
Nissan Cedric Y34

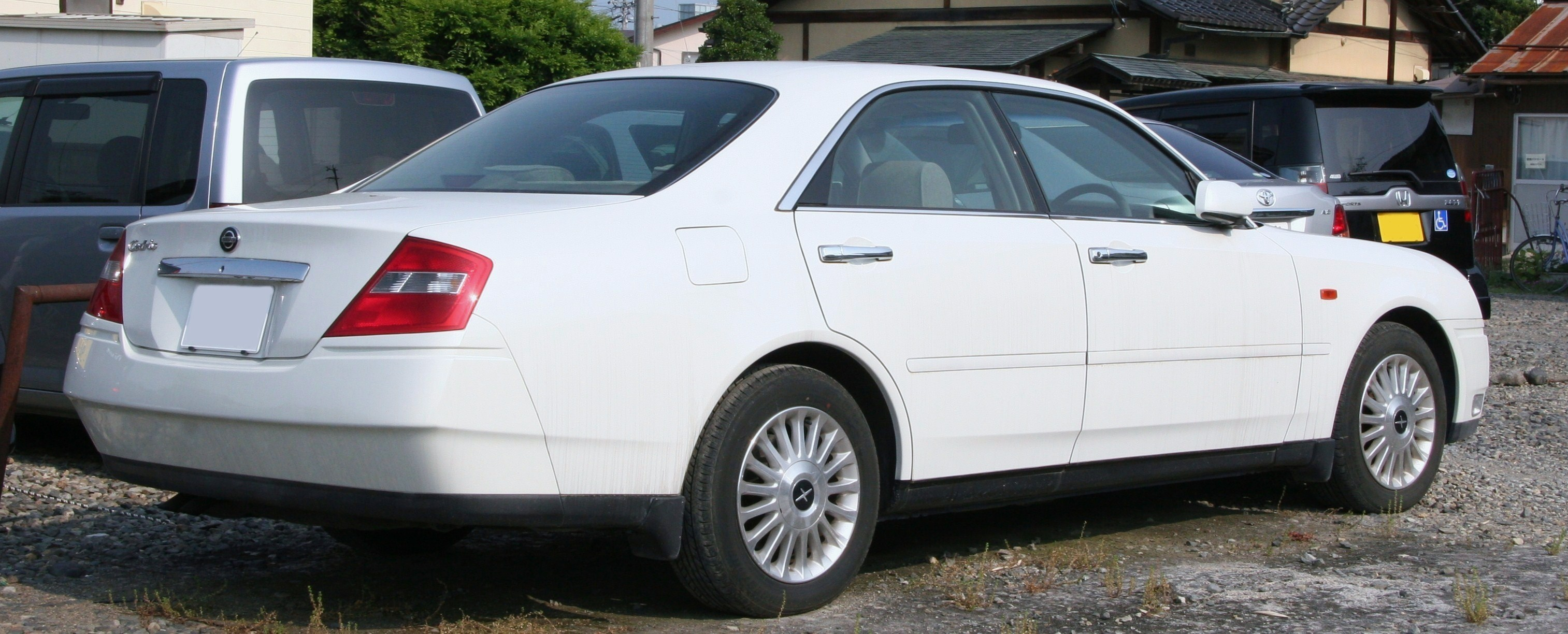
Nissan Cedric Y34

Останнє покоління, в кузові Y34, випускалося з червня 1999 по жовтень 2004 року і мало дві важливі особливості. По-перше - зовнішній вигляд. Дизайнери відмовилися від попереднього «коробчатого» іміджу, додали моделі індивідуальність, яка виражена в багатьох дрібних деталях. По-друге - зміцнення іміджу бренду. Модифікація Brougham (імідж розкоші) залишилася у Cedric, а модифікація Gran Tourismo (спортивний імідж) «перекочувала» до моделі Gloria. За рахунок цього поділу дві моделі стали мати свій Образ будівлі, їх особливості стали більш яскраво вираженими. Особливо сильно це відбилося на оформленні передньої частини кузова: решітка Gloria - «агресивна», з великим поперечно-направленим малюнком, решітка Cedric - хромована, що надає йому солідний, величний вигляд. Ходові характеристики Cedric поліпшені в порівнянні з попереднім поколінням і отримали вищу оцінку.
Лінійка включала моделі: 250L і LV (атмосферний 2,5-літровий V6), 300LV (атмосферний 3-літровий V6) і 300LX/ 300VIP (3-літровий турбо V6), всі з заднім приводом; крім того, випускалася 250L/ LV, повнопривідна версія з турбованим 2,5-літровим рядним шести-циліндровим двигуном, який також встановлювався на Skyline.
Система безпосереднього впорскування з'явилася на всіх двигунах V6, з метою збільшення потужності і скорочення викидів, ці двигуни мали додаткове позначення «DD». Повний привід був доступний тільки на автомобілях, з двигуном RB25DET. Тороїдальна трансмісія CVT була доступна з комплектаціями 300 VIP-Z і 300 LX-ZS. Автомобілі в максимальній комплектації можна було порівняти з паралельної моделлю Nissan Cima, яка зайняла місце Nissan President. Autech випустила спеціальну версію до сорокового ювілею Седрік з двигуном VQ30DET. У цьому поколінні також стала доступна супутникова керована навігація.
У жовтні 2004 року був зібраний останній хардтоп Седрік, після чого він був замінений на Nissan Fuga. Седан Седрік випускався для використання в таксі в кузові Y31 до 2014 року.
Вартість автомобіля на 1999 рік становила від ¥ 3 110 000 за базову модель 250L, і до ¥ 4 940 000 за максимальну 300VIP.

### Двигуни
- 2.5 L VQ25DD V6 LEV
- 2.5 L RB25DET I6 turbo
- 3.0 L VQ30DD V6 LEV
- 3.0 L VQ30DET V6 LEV turbo